# 尾田荣一郎
尾田荣一郎（日语：／ Oda Eiichirō */?，1975年1月1日—），是一名日本漫畫家，出生於日本熊本县熊本市，九州东海大学中途休学，代表作為《ONE PIECE》。

## 簡介
1992年，尾田榮一郎在就讀东海大学付属第二高等学校時以「月火水木金土」（つきひみずきこんどう）的名義，投稿作品『WANTED!』往《週刊少年Jump》，入選第44屆手塚賞。
在九州东海大学工学部建築学科就讀一年後退学，成為了甲斐谷忍、德弘正也、和月伸宏等漫畫家的助手。在1996年，他寫作的海賊漫画《ROMANCE DAWN》成為了《航海王》的原型。他在1997年日本的《週刊少年Jump》第34號開始連載漫畫《航海王》，極受歡迎，至今仍然連載中。
尾田荣一郎于 2004 年 11 月 7 日与前模特、演员和艺人稻叶千秋结婚。尾田和稻叶在《JUMP FESTA 2004》2003年12月的舞台表演《ONE PIECE Spectacle Stage》中相识，她在其中扮演娜美。他们约会了近一年，才于2004年11月结婚。2004年10月，稻叶千秋退出演艺圈。
2005年年中，稻叶千秋 (尾田千秋) 生下了一名健康的女婴，这让30岁的尾田荣一郎首次成为父亲。2009年，尾田家族迎来了第二个女婴。尾田榮一郎在東京郊區自由之丘（目黑區南部）的工作地點旁有一座莊園。尾田結婚後獲得了這棟房子。他的妻子和兩個女兒住在這裡。
2007年9月至12月期間，尾田榮一郎收到了將近100條內容均為的手機恐嚇短信。而警方於2009年4月7日逮捕了27歲的嫌疑犯福重智子，其丈夫本是尾田事務所的一名工作人員，但之前卻遭解雇，嫌疑犯本人並沒有工作。警方懷疑她對尾田榮一郎心懷不滿和怨恨，從而引發了作案動機。
在某次訪談中，對外宣稱：「等《航海王》連載完畢後，就不再開第二篇長篇連載。」
2013年3月16日 《航海王》將在原預定18日發刊的『週刊少年JUMP』16號中休刊一期，JUMP官網上則是發布了作者尾田榮一郎因為生病的關係才休刊。同樣根據JUMP的官網，由於印刷作業上沒有多餘的時間作修正，因此在明信片與目錄上的還是印有《航海王》的作品名稱。另外，《航海王》也預定將在次號17號（25日發刊）的週刊少年JUMP繼續開始連載。
2014年5月，因為扁桃腺發炎住院開刀，停刊兩週。
2014年12月，《航海王》漫畫在12月底的發行量已達3億2086萬6000冊，因此正式獲得金氏世界紀錄認可為「由單一作者創作發行量最多的漫畫系列」，並在位於東京鐵塔的「東京海賊王塔（東京ワンピースタワー）」樂園中舉辦了頒贈證書的儀式。
2018年獲頒「熊本縣榮譽縣民」。

## 作風及畫風
作品内常用這個擬聲詞，網點紙多用來分層。人群、物、煙、雲、海等會動的東西皆由自己繪畫。
曾在《航海王》第56集單行本中表示：「《週刊少年Jump》的責任編輯有時候會換人，每次換人之後，我交代責任編輯的第一件事就是『請不要替我出點子』。我希望自己能夠有『角色、故事等等的一切都是我想的！』這種自信。我認為只要依賴別人一次，以後就會想再依賴別人，而且失敗的時候就會去怪罪別人。事情進行的順利就是靠自己的實力，失敗了也是自己的錯。」

## 獎項
- 1992年 - 第44回手塚賞（1992年下期）準入選（《WANTED!》 -「月火水木金土」名義）
- 1993年 - 第104回Hop☆Step賞（日语：ホップ☆ステップ賞）入選（《一鬼夜行》）
- 2000年 - 第4回手塚治虫文化賞最終選考6位（《航海王》）
- 2001年 - 第5回手塚治虫文化賞最終選考6位（《航海王》）
- 2002年 - 第6回手塚治虫文化賞最終選考6位（《航海王》）
- 2006年 - 日本媒體藝術100選（日语：日本のメディア芸術100選）漫画部門選出（《航海王》）
- 2012年 - 第41回日本漫画家協会賞大賞漫画部门（《航海王》）

## 作品列表

### 漫畫作品
| 標題               | 形式 | 出版社 | 刊載雜誌                        | 連載開始         | 連載結束         | 備註                              |
| ------------------ | ---- | ------ | ------------------------------- | ---------------- | ---------------- | --------------------------------- |
| WANTED！通緝英雄   | 單篇 | 集英社 | －                              | －               | －               | 1992年下期第44回手塚獎準入選      |
| 來自上帝的禮物     | 單篇 | 集英社 | 《月刊少年Jump Original》       | 1993年10月號     | 1993年10月號     |                                   |
| 一鬼夜行           | 單篇 | 集英社 | 《週刊少年Jump Spring Special》 | 1994年4月10日號  | 1994年4月10日號  | 1993年10月期第104回Hop☆Step賞入選 |
| MONSTERS           | 單篇 | 集英社 | 《週刊少年Jump Autumn Special》 | 1994年10月30日號 | 1994年10月30日號 |                                   |
| ROMANCE DAWN       | 單篇 | 集英社 | 《週刊少年Jump Summer Special》 | 1996年8月4日號   | 1996年8月4日號   |                                   |
| ROMANCE DAWN       | 單篇 | 集英社 | 《週刊少年Jump》                | 1996年41號       | 1996年41號       |                                   |
| 航海王             | 連載 | 集英社 | 《週刊少年Jump》                | 1997年34號       | 連載中           | 2012年第41回日本漫畫家協會獎大獎  |
| CROSS EPOCH        | 單篇 | 集英社 | 《週刊少年Jump》                | 2007年4・5合併號 | 2007年4・5合併號 |                                   |
| 品嘗！惡魔果實！！ | 單篇 | 集英社 | 《週刊少年Jump》                | 2011年17號       | 2011年17號       |                                   |

### 書籍

#### 單行本
- 航海王（1997年－連載中、目前已出版112卷）
- 尾田榮一郎短篇集WANTED!（1998年11月9日發售、ISBN 4-08-872631-6）

#### 畫集
- ONE PIECE 尾田栄一郎画集 COLOR WALK（2001年7月發售、ISBN 4-08-859217-4）
- ONE PIECE 尾田栄一郎画集 COLOR WALK 2（2003年11月發售、ISBN 978-4-08-859376-0）
- ONE PIECE 尾田栄一郎画集 COLOR WALK 3 LION（2006年1月發售、ISBN 4-08-859376-6）
- ONE PIECE 尾田栄一郎画集 COLOR WALK 4 EAGLE（2010年3月發售、ISBN 4-08-859538-6）
- ONE PIECE 尾田栄一郎画集 COLOR WALK 5 SHARK（2010年12月發售、ISBN 978-4-08-782356-1）
- ONE PIECE 尾田栄一郎画集 COLOR WALK 6 GORILLA（2014年1月發售、ISBN 978-4-08-782747-7）
- ONE PIECE 尾田栄一郎画集 COLOR WALK 7 TYRANNOSAURUS（2016年7月發售、ISBN 978-4-08-792509-8）
- ONE PIECE 尾田栄一郎画集 COLOR WALK 8 WOLF（2018年3月2日發售、ISBN 978-4-08-792523-4）
- ONE PIECE 尾田栄一郎画集 COLOR WALK 9 Tiger（2020年9月16日發售、ISBN 978-4087925579）
- ONE PIECE 尾田栄一郎画集 COLOR WALK 10 Dragon（2023年4月4日發售、ISBN 978-4-08-792604-0）
- ONE PIECE FILM STRONG WORLD EIICHIRO ODA ARTBOOK（2009年12月發售、ISBN 978-4-08-782251-9）

## 相關人物

### 師承
- 甲斐谷忍
- 德弘正也（日语：徳弘正也）
- 和月伸宏
- 漫☆畫太郎（日语：漫☆画太郎）

### 好友
- 櫻桃子
- 武井宏之
- 铃木信也（日语：鈴木信也）
- しんがぎん（日语：しんがぎん）
- いとうみきお（日语：いとうみきお）

### 助手
- 江尻立真（日语：江尻立真）
- 池则春人（日语：池沢春人）
- （松井勝法）
- 安藤英
- 天望良一
- 芝田优作（日语：芝田優作）
- 石山谅（日语：石山諒）

### 责任编辑
1. （本名不明）（《ONE PIECE》連載前、月刊少年jump時代）
2. 久島（《ONE PIECE》連載前、周刊少年jump時代）
3. 浅田貴典（1997年 - 2001年4月）
4. 土生田高裕（2001年4月 - 2005年2月）
5. 渡辺（2005年2月 - 2006年10月）
6. 川島直樹（2006年10月 - 2007年11月）
7. 大西恒平（2007年11月 - 2008年6月）
8. 服部ジャン（バティスト哲）（2008年6月 - 2010年12月）
9. 井坂尊（2010年12月 - 2014年6月）
10. 杉田（2014年6月 - ）

### 配偶
- 尾田千秋（原名：稻葉千秋 日语：）